# Bibb City
Bibb City é uma cidade  localizada no estado americano de Geórgia, no Condado de Muscogee.

## Demografia
Segundo o censo americano de 2000, a sua população era de 510 habitantes.

## Geografia
De acordo com o United States Census Bureau tem uma área de 
0,4 km², dos quais 0,4 km² cobertos por terra e 0,0 km² cobertos por água.

## Localidades na vizinhança
O diagrama seguinte representa as localidades num raio de 32 km ao redor de Bibb City. 